# دنی ۲۳۲۵۷
سیارک ۲۳۲۵۷ (به انگلیسی: 23257 Denny، نامگذاری:2000YW21) بیست و سه هزار و دویست و پنجاه و هفتمین سیارک کشف شده‌است که در ۲۹ دسامبر ۲۰۰۰ کشف شد.
قدر مطلق سیارک برابر ۱۴٫۹۰ است.